# Lord Bluff
Lord Bluff è un film muto italiano del 1920 diretto da Aleksandr Rosenfeld. 